# پارک مارویاما
پارک مارویاما (به ژاپنی: 円山公園, Maruyama kōen) یک پارک در کیوتو در ژاپن است. یکی از مراکز جشن هانامی یا دیدن شکوفه‌های گیلاس به‌شمار می‌آید.